# Hunter (Australië)
Hunter is een historisch merk van motorfietsen
Ron Hunter was een Australische coureur die eind 1950 verongelukte tijdens een proefrit met een door hemzelf ontworpen 125cc-viertaktracemotor. Zijn broer Maurice nam het project over. In 1952 werd de machine door Jack Johnson in verschillende wedstrijden ingezet.
Er was nog een merk met deze naam: zie Hunter (Frankrijk).